# 28. Bayerische Theatertage Regensburg 2010

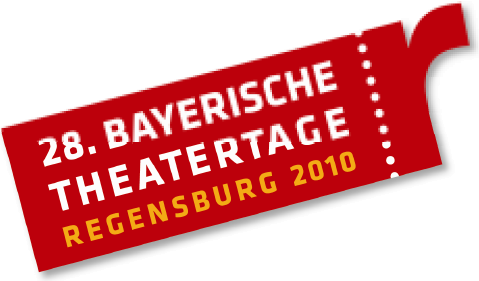
Logo der Bayerischen Theatertage 2010

Die 28. Bayerischen Theatertage 2010 fanden vom 18. Juni bis 4. Juli 2010 in Regensburg statt, das damit zum dritten Mal nach 1988 und 2004 Gastgeber des größten bayerischen Theaterfestivals des Jahres war.

## Programm
Insgesamt 27 verschiedene Bühnen aus ganz Bayern führten im Rahmen der 28. Bayerischen Theatertage 2010 insgesamt 46 Produktionen aller Art auf, an denen mehr als 1.000 Theaterschaffende aus Bayern beteiligt waren. Zusätzlich bot die Otto-Falckenberg-Schule München ein Stück dar. Insgesamt sahen die 49 Vorstellungen über 12.000 Zuschauer die verschiedenen Aufführungen der Bayerischen Theatertage 2010. Als Aufführungsorte dienten die Bühnen des Theaters Regensburg (Theater am Bismarckplatz mit Foyer Neuhaussaal, Theater am Haidplatz und Velodrom) und das Turmtheater im Goliathhaus.

## Bühnen und Stücke
1. Theater Regensburg
  - 18. Juni 2010: Oh, wie schön ist Panama (Foyer Neuhaussaal)
  - 19. Juni 2010: Oh, wie schön ist Panama (Foyer Neuhaussaal)
  - 20. Juni 2010: Mein und dein Herz (Medeia) (Theater am Haidplatz)
  - 23. Juni 2010: Westindische Früchte (Foyer Neuhaussaal)
  - 24. Juni 2010: Westindische Früchte (Foyer Neuhaussaal)
  - 25. Juni 2010: Piratenmolly ahoi! (Theater am Haidplatz)
  - 26. Juni 2010: Oh, wie schön ist Panama (Foyer Neuhaussaal)
  - 26. Juni 2010: Don Karlos (Velodrom)
  - 28. Juni 2010: Die Beichte (Turmtheater)
2. Bayerisches Staatsschauspiel München
  - 18. Juni 2010: Ritter, Dene, Voss (Theater am Bismarckplatz)
  - 24. Juni 2010: Robbi, Tobbi und das Fliewatüüt (Velodrom)
3. Stadttheater Fürth
  - 18. Juni 2010: Über die Schädlichkeit des Tabaks/Heimgegangen (Theater am Haidplatz)
  - 22. Juni 2010: Judith (Theater am Bismarckplatz)
4. Theater Ingolstadt
  - 19. Juni 2010: Pornographie (Theater am Bismarckplatz)
  - 20. Juni 2010: Pinocchio - Heidi
5. Theater Erlangen
  - 19. Juni 2010: Die Frau vom Meer (Velodrom)
  - 26. Juni 2010: Kaspar Häuser Meer
6. Mainfranken Theater Würzburg
  - 19. Juni 2010: BRD-Fragmente (Theater am Haidplatz)
  - 24. Juni 2010: Die große Depression (Theater am Bismarckplatz)
7. E.T.A.-Hoffmann-Theater Bamberg
  - 19. Juni 2010: Der Urknall (Turmtheater)
  - 20. Juni 2010: Minna von Barnhelm oder Das Soldatenglück (Theater am Bismarckplatz)
8. SETanztheater Nürnberg
  - 21. Juni 2010: Der Wolf und der Mond (Foyer Neuhaussaal)
9. Landestheater Dinkelsbühl
  - 21. Juni 2010: Der Theatermacher (Theater am Bismarckplatz)
  - 28. Juni 2010: Die Abenteuer von Petterson und Findus (Velodrom)
10. Münchner Kammerspiele
  - 21. Juni 2010: Susn (Velodrom)
11. Otto-Falckenberg-Schule München
  - 22. Juni 2010: In Effigie! Büchner´s Brain und die Fische sterben ewig (Velodrom)
12. Theater Hof
  - 23. Juni 2010: Faust. Der Tragödie erster Teil (Theater am Bismarckplatz)
13. Staatstheater Nürnberg
  - 25. Juni 2010: Die Kontrakte des Kaufmanns (Theater am Bismarckplatz)
14. Junges Schauspiel Ensemble München
  - 26. Juni 2010: Mala und Edek (Theater am Bismarckplatz)
15. Theater Augsburg
  - 27. Juni 2010: Das harte Brot (Theater am Bismarckplatz)
  - 01. Juli 2010: Waschsalon Wunderlich (Velodrom)
16. Gostner Hoftheater Nürnberg
  - 27. Juni 2010: Tag der Gnade (Theater am Haidplatz)
17. Münchner Volkstheater
  - 28. Juni 2010: Eros (Theater am Bismarckplatz)
18. Theater Pfütze Nürnberg
  - 29. Juni 2010: Bremer Stadtmusikanten - live! (Foyer Neuhaussaal)
19. Staatstheater am Gärtnerplatz München
  - 29. Juni 2010: Das Tagebuch der Anne Frank (Theater am Bismarckplatz)
  - 29. Juni 2010: Orchesterprobe, Traviata III. Akt (Theater am Bismarckplatz, Orchestergraben)
20. kleines theater – Kammerspiele Landshut
  - 29. Juni 2010: Endstation Sehnsucht (Velodrom, Bühne)
21. Landestheater Schwaben Memmingen
  - 29. Juni 2010: Black Dogs (Turmtheater)
  - 30. Juni 2010: Die Nibelungen (Velodrom)
22. Metropoltheater München
  - 30. Juni 2010: Die drei Leben der Lucie Cabrol (Theater am Bismarckplatz)
23. Landestheater Coburg
  - 01. Juli 2010: Unsichtbar (Foyer Neuhaussaal)
  - 02. Juli 2010: Der Geizige nach Molière (Velodrom, Bühne)
  - 03. Juli 2010: Die amerikanische Päpstin (Theater am Haidplatz)
24. Fränkisches Theater Schloss Maßbach
  - 01. Juli 2010: Das Urteil (Theater am Bismarckplatz, Bühne)
25. Schauburg – Theater der Jugend München
  - 02. Juli 2010: Has und Huhn (Theater am Haidplatz)
  - 03. Juli 2010: Scuderi (Theater am Bismarckplatz)
26. Theater Mummpitz Nürnberg
  - 02. Juli 2010: Adrian & Lavendel (Velodrom, Bühne)
27. Bayerische Theaterakademie August Everding, München
  - 03. Juli 2010: Juxus will doch nur helfen... (Foyer Neuhaussaal)
28. Theater Hof
  - 03. Juli 2010: Oder Argentinien (Velodrom, Bühne)

## Auszeichnungen

### Förderpreise
- Preis der 28. Bayerischen Theatertage 2010: Mainfranken Theater Würzburg für „Die große Depression“
- Herausragende Ensembleleistung: Münchner Volkstheater für „Eros“
- Herausragende Schauspielleistungen: Brigitte Hobmeier (Münchner Kammerspiele), Miriam Wagner (Theater Augsburg), Gerd Lohmeyer (Metropoltheater, München), Michael Heuberger (Theater Regensburg)
- Herausragende Leistung im Bereich des Kindertheaters: Theater Pfütze, Nürnberg für „Bremer Stadtmusik – Live!“
- Herausragende Jugendtheaterproduktion: Landestheater Coburg für „Unsichtbar“
- Der große Hüpfburgpreis für ästhetische Innovation: Jutta Masurath, Martina Reichert und Gitte Reppin (Theater Erlangen), Anne Neuser (Staatstheater Nürnberg)

### Preise der Jugendjury
- Beste Inszenierung: Stefan Otteni für „Die Kontrakte des Kaufmanns“ (Staatstheater Nürnberg)
- Beste Ensembleleistung: Mainfranken Theater Würzburg für „Die große Depression“ und „BRD-Fragmente“
- Beste Kinder- und Jugendtheaterproduktion: Theater Pfütze, Nürnberg für „Bremer Stadtmusik – Live!“
- Preis „Rampen.Sau“: Brigitte Hobmeier (Münchner Kammerspiele)
- Preis „Publikums.Liebling“: Münchner Volkstheater für „Eros“